# Chubby Checker
Chubby Checker, geboren als Ernest Evans (Andrews (South Carolina), 3 oktober 1941) is een Amerikaans zanger.

## Jonge jaren
Hij werd geboren als Ernest Evans, in Andrews of Spring Gulley, South Carolina, maar groeide op in Philadelphia met zijn ouders en twee broers. Al op jonge leeftijd leerde hij piano spelen, drumde hij en imiteerde diverse zangers. Op South Philadelphia High School waar ook Frankie Avalon zat, verzon hij samen met zijn schoolvriend Fabian Forte dansjes voor schooloptredens. Aanvankelijk werkte Ernest bij een poelier, waar eigenaar (Henry Colt) van elke gelegenheid gebruikmaakte om Ernests zangkunsten te demonstreren. Nadat hij eind 1958 op een kerstrelatiegeschenkplaatje verscheen met een imitatie van diverse sterren (Fats Domino, the Coasters, Elvis Presley, Cozy Cole en The Chipmunks), werd hem begin 1959 een contract bij Cameo-Parkway aangeboden, waar het plaatje The Class direct op single werd uitgebracht. Zijn artiestennaam ontstond door het feit dat hij door zijn vrienden al Chubby (Engels voor dikkerdje, mollig) werd genoemd en zijn Fats Domino-imitaties, wat de woordspeling en alliteratie Chubby Checker (checkers is Amerikaans-Engels voor damspel, evenals domino een spel) opleverde.

## De doorbraak

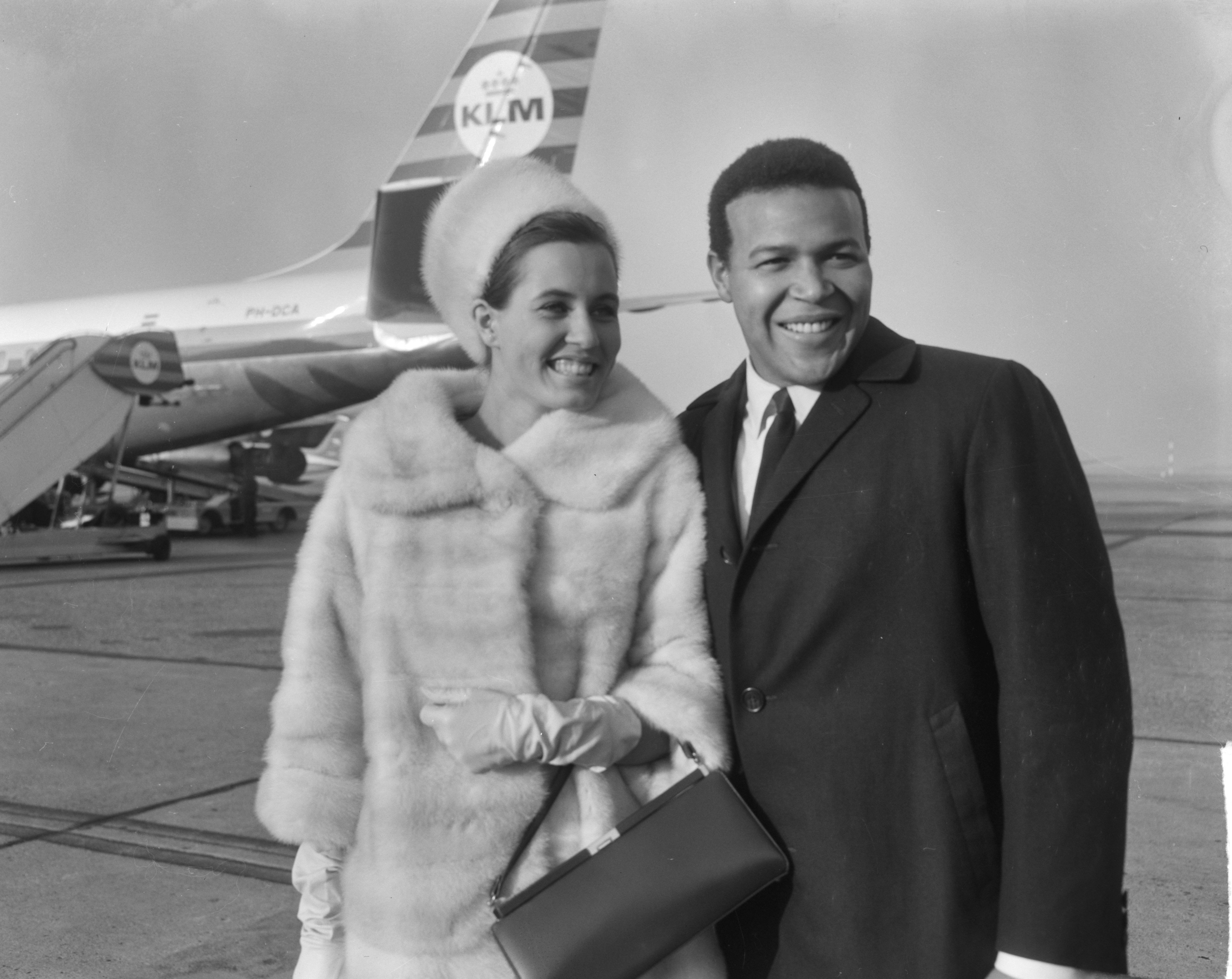
Rina Lodders en Chubby Checker op Schiphol (1964)

Hank Ballard and the Midnighters namen op 11 november 1958 de originele versie van The Twist als B-kant van Teardrops on your Letter op. Bij deze plaat hoorde een dansje om hun optreden in The Peacock Club in Atlanta leuker te maken. Hoewel het liedje bij het publiek leek aan te slaan liepen diverse pogingen hier iets mee te doen op niets uit. Toen Chubby het nummer in juni 1959 inzong beoordeelde Cameo-Parkway het als een B-kant. Checkers volhardde en trad er vaak mee op, zodat hij niet alleen 15 kilo verloor, maar The Twist uiteindelijk in 1960 een nummer 1-hit werd, en de plaat ruim 16 weken lang genoteerd bleef staan. Het nummer bezorgde Checker zijn doorbraak en zijn titel als ongekroonde koning van de twist. In 1961 steeg The Twist voor een tweede keer naar de eerste plaats en bleef 18 weken staan.
Het succes werd gevolgd door tal van variaties op de twist en soortgelijke dansjes. Toen Don Covay en John Berry in 1960 Pony Time uitbrachten met The Goodtimers en hier lokaal wat succes mee boekten werd dit vrijwel meteen door Chubby Checker gecoverd. Checkers versie steeg door naar nummer 1 en bleef 16 weken genoteerd staan in 1961.
Na 1963 was de danshype een beetje voorbij en Checker concentreerde zich op Europa, dat qua muziek een beetje achterliep op de VS. In deze tijd leerde hij op de Duitse Bierfeste de Nederlandse Rina Lodders, de Miss World van 1962, kennen. En passant nam hij in navolging van Elvis Presley met Muss I denn (Wooden heart) het Duitse kindervolkslied Good old Schwäbische Eisenbahn op, beter bekend als Troola, troola, troola la. De b-zijde is Autobahn Baby.
Hij trouwde in 1964 met Lodders en uit het huwelijk werden drie kinderen geboren, het gezin woonde in een buitenwijk van Philadelphia. Samen met de nederpopgroep ZZ en de Maskers nam hij in 1965 de hits Baby Baby Balla Balla en Stoppin' in Las Vegas op, wat ZZ en de Maskers eerder opnamen als Sloppin' in Las Vegas. Hij bracht toen ook samen met hen ook het Nederlandstalige nummer Cato from Volendam uit, hun versie van het vooral door Wim Sonneveld bekend geworden Katootje. Het verscheen als B-kant van het vorige nummer bij Cameo-Parkway, als A-kant bij Artone (de B-kant hier was She's Got My Heart met Bob Bouber als zanger.
Op 23 juni 1970 werd Checker samen met drie anderen gearresteerd bij Niagara Falls, toen er drugs in hun auto gevonden werden.
In 1983 werd zijn buitenechtelijke dochter Mistie Williams geboren die het later tot beroeps-basketbalspeelster bij de Houston Comets in de Women's National Basketball Association schopte.
In 1988 werd The Twist voor de derde keer een hit, nu echter met de Fat Boys. Het nummer behaalde dit keer de 16e plaats in de hitlijsten. In 2007 wordt Knock Down The Walls een hit in de VS. Hij treedt nog steeds op en heeft inmiddels het 50-jarige bestaan gevierd van The Twist.

## Trivia
- De enige artiest met tegelijkertijd vijf albums in de top 12
- De enige artiest met negen dubbelzijdige hits
- De eerste artiest met twee keer een nummer 1-notering met dezelfde plaat The Twist.
- Platinum – Let's Twist Again.

Checker kon de rest van zijn leven op zijn muzikale successen teren. In 2000 begon hij een groothandel in snacks genaamd The Last Twist, Inc. en Chubby Checker Snacks. Tevens introduceerde hij de Checkerlicious Express, een rijdende snack roadshow met Checker zelf aan het stuur.

## Discografie

### Albums
| Album met eventuele hitnotering(en) in de Nederlandse Album Top 100 | Datum van verschijnen | Datum van binnenkomst | Hoogste positie | Aantal weken | Opmerkingen |
| ------------------------------------------------------------------- | --------------------- | --------------------- | --------------- | ------------ | ----------- |
| Let's Twist Again (1981)                                            | 1981                  | 25 april 1981         | 3               | 11           |             |

### Singles
| Single met eventuele hitnotering(en) in de Nederlandse Top 40 | Datum van verschijnen | Datum van binnenkomst | Hoogste positie | Aantal weken | Opmerkingen                                   |
| ------------------------------------------------------------- | --------------------- | --------------------- | --------------- | ------------ | --------------------------------------------- |
| Let's Twist Again                                             | 1962                  | 4 februari 1962       | 2               | 6M           | nr. 1 in Single Top 100                       |
| The Twist                                                     | 1962                  | 4 februari 1962       | 11              | 3M           | nr. 6 in Single Top 100                       |
| The Fly                                                       | 1962                  | 4 maart 1962          | 15              | 3M           |                                               |
| Slow Twistin'                                                 | 1962                  | 3 juni 1962           | 28              | 1M           |                                               |
| Limbo Rock                                                    | 1963                  | 6 januari 1963        | 2               | 5M           | nr. 2 in Single Top 100                       |
| La Bamba                                                      | 1963                  | 3 maart 1963          | 28              | 1M           |                                               |
| Loddy Lo                                                      | 1963                  | 2 februari 1964       | 20              | 3M           | nr. 8 in Single Top 100                       |
| Hey Bobby Needle                                              | 1964                  | 2 augustus 1964       | 25              | 1M           |                                               |
| Lovely, lovely (Loverly, loverly)                             | 1965                  | 16 januari 1965       | 2               | 18           | nr. 3 in Single Top 100                       |
| Stoppin' in Las Vegas                                         | 1965                  | 27 maart 1965         | 28              | 5            | met ZZ en de Maskers                          |
| Cato from Volendam                                            | 1965                  |                       |                 |              | met ZZ en de Maskers                          |
| Do the Freddie                                                | 1965                  | 22 mei 1965           | 36              | 1            |                                               |
| Baby Baby Balla Balla                                         | 1965                  | 27 november 1965      | 17              | 13           | met ZZ en de Maskers nr. 18 in Single Top 100 |
| Let's Twist Again                                             | 1976                  | 10 januari 1976       | 3               | 8            | re-entry                                      |
| The Twist                                                     | 1988                  | 9 juli 1988           | 2               | 10           | remake Fat Boys nr. 4 in Single Top 100       |

### NPO Radio 2 Top 2000
| Nummers met noteringen in de NPO Radio 2 Top 2000 | '99  | '00  | '01  | '02  | '03  | '04  | '05  | '06  | '07  | '08  |
| ------------------------------------------------- | ---- | ---- | ---- | ---- | ---- | ---- | ---- | ---- | ---- | ---- |
| Let's Twist Again                                 | 957  | 1334 | 1743 | 1695 | 1805 | 1639 | 1720 | 1859 | 1783 | 1718 |
| Lovely, Lovely                                    | 1600 | 1618 | -    | -    | -    | -    | -    | -    | -    | -    |
| The Twist                                         | 1588 | 1748 | 1953 | -    | -    | -    | -    | -    | -    | -    |

1. ↑  Een '-' betekent dat het nummer niet was genoteerd en een vetgedrukt getal geeft de hoogste notering van een nummer aan.
2. ↑  Deze tabel is bijgewerkt tot en met de laatste editie (2024).

## De dansen waarin hij een rol speelde
1. The Twist
2. The Pony
3. The Fly
4. The Limbo
5. The Limbo Rock
6. The Watusi
7. The Hully Gully
8. The Stroll
9. The Mashed Patatoes
10. The Shimmy
11. The Freddy